# Макленнан, Коннор
Ко́ннор Макле́ннан (англ. Connor McLennan; род. 5 октября 1999, Питерхед, Абердиншир) — шотландский футболист, нападающий клуба «Солфорд Сити».

## Клубная карьера
Коннор — воспитанник академии «Абердина», в которой тренировался с восьми лет. С сезона 2015/16 привлекался к тренировкам с основной командой. Как только ему исполнилось 16 лет, Коннор подписал с клубом свой первый профессиональный контракт.
22 апреля 2016 года Коннор дебютировал в шотландском Премьершипе в поединке против «Сент-Джонстона», выйдя на замену на 83-й минуте вместо Найалла Макгинна.

## Карьера в сборной
Коннор регулярно вызывается в юношеские сборные своей страны. 30 марта 2016 года он забил свой первый национальный мяч за сборную до 17 лет в поединке против сверстников из Чехии.